# Segna di Bonaventura
Pour les articles homonymes, voir Bonaventura.

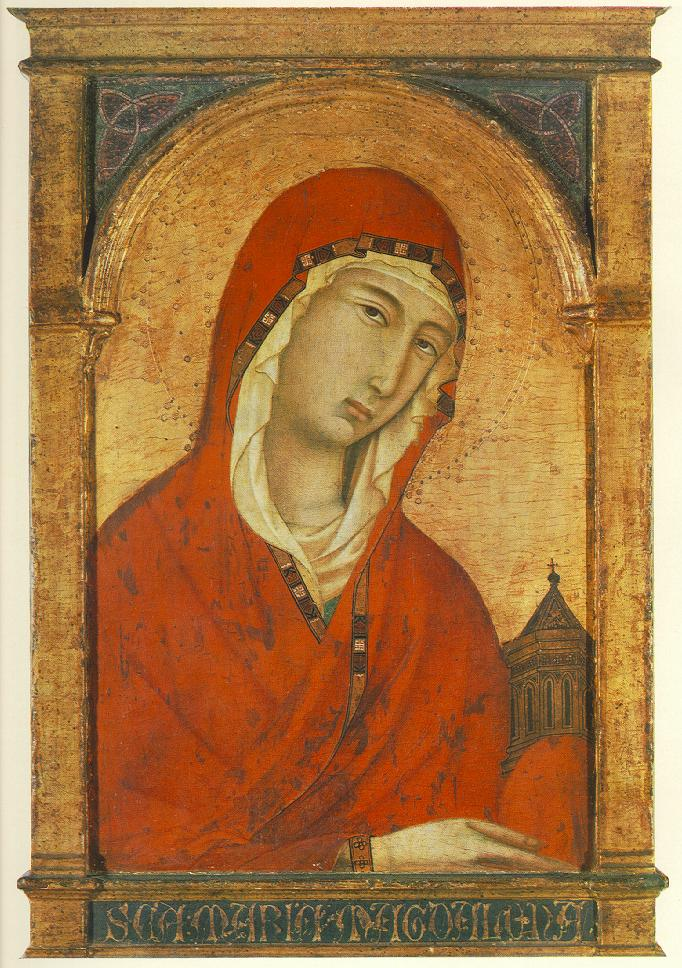
Marie-Madeleine, Alte Pinakothek (Munich), vers 1320

Segna di Bonaventura (ou Segna di Buonaventura), né vers 1270 à Sienne en Toscane, mort vers 1330 dans cette même ville, est un peintre italien de l'école siennoise, qui a été  actif au début du Trecento (XIVe siècle italien).

## Biographie
Segna di Bonaventura est un peintre italien de l'école siennoise de Duccio. Il a été actif à Sienne, Arezzo et aux alentours de 1298 à 1331. En 1306 il peint un panneau (tavoletta) pour le bureau de la Biccherna au Palazzo Pubblico de Sienne. En 1317 il peint un retable pour l'autel du couvent de Lecceto (près de Sienne). En 1319 il restaure une image de la Vierge au Palazzo Pubblico. En 1321 il peint de nouveau un panneau au Palazzo Pubblico.
Les fils de Segna di Bonaventura, Niccolò di Segna et Francesco di Segna ont également été des peintres de l'école siennoise.
À l'instar de Duccio, les peintures de Segna di Bonaventura sont caractérisées par des courbes gracieuses et des mélanges subtils de couleurs. La Alte Pinakothek (Munich), la Honolulu Academy of Arts et le Musée de l'art de Caroline du Nord sont parmi les collections publiques possédant des peintures de Segna di Bonaventura.

## Œuvres
- Divers polyptyques et crucifix peints :
  - Crucifix peint d'Arezzo
  - Crucifix peint (1310-1315), Pinacothèque Nationale, Sienne
  - Crucifix chantourné, musée des beaux-arts Pouchkine, Moscou.

- Saint Jean Évangéliste (1320), Metropolitan, New York.
- Marie-Madeleine (1320), peinture sur bois, 44,2 × 29,1 cm, Alte Pinakothek, Munich.
- Vierge et l'Enfant (1320-1330), Fondation Samuel H. Kress[1]
- Maestà (1306), Castiglion Fiorentino, Arezzo.
- Le Jugement dernier (1300-1305), Musée des beaux-arts d'Angers[2]

## Crédit d'auteurs
- (en) Cet article est partiellement ou en totalité issu de l’article de Wikipédia en anglais intitulé « Sedna di Bonaventura » (voir la liste des auteurs).